# كلينتون لارسن
كلينتون لارسن (بالإنجليزية: Clinton Larsen)‏ (17 فبراير 1971 بديربان في جنوب أفريقيا - ) هو مدرب كرة قدم ولاعب كرة قدم جنوب أفريقي في مركز الوسط. شارك مع منتخب جنوب أفريقيا لكرة القدم. أما مع النوادي، فقد لعب مع أورلاندو بيراتس ونادي كروسيدرز ومانينغ رانغيرز ‏.

## وصلات خارجية
- كلينتون لارسن على موقع قاعدة بيانات كرة القدم.إي يو (الإنجليزية)
- كلينتون لارسن على موقع ناشيونال فوتبول تيمز (الإنجليزية)